# ایتالیا در المپیک تابستانی ۱۹۲۴

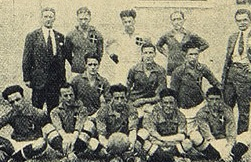
ایتالیا در بازی های المپیک پاریس

ایتالیا در بازی‌های المپیک تابستانی ۱۹۲۴ که در شهر پاریس فرانسه برگزار شد، کاروان ایتالیا با ۲۰۰ ورزشکار در این رقابت‌ها شرکت کرد و موفق به کسب ۱۶ مدال (۸ طلا، ۳ نقره، ۵ برنز) شد. در جدول رتبه‌بندی توزیع مدال‌ها، ایتالیا در ردهٔ ۵ مسابقات قرار گرفت.